# London Ambulance Service
Pour les articles homonymes, voir Ambulance (homonymie).
Le service d'ambulance de Londres (en anglais: London Ambulance Service ou LAS) est le plus grand service d'ambulance dans le monde. Il répond uniquement aux urgences médicales à Londres, avec 400 ambulances à sa disposition.
Formé en 1965 par la réunion de neuf services existants à Londres et en employant maintenant 4 000 personnes, le LAS répond à plus d'un million d'appels par an. Toutes les demandes sont traitées par le centre d'opération Emergency Operations Centre (EOC) près de la gare de Londres-Waterloo. Pour aider, le système de commande est lié électroniquement avec le système de la police métropolitaine. En même temps que ses 400 ambulances, le LAS peut déployer 70 voitures de réponse rapide, 10 motos et 14 vélos. Bien que ne faisant pas partie du LAS, le London Air Ambulance (hélicoptères d'assistance) est déployé par et pour le LAS. Le LAS possède aussi 195 véhicules pour le transport des patients non-urgents entre hôpitaux.

## Adresse
London Ambulance Service,
220 Waterloo Road,
London SE1 8SD,
Royaume-Uni

## Galerie

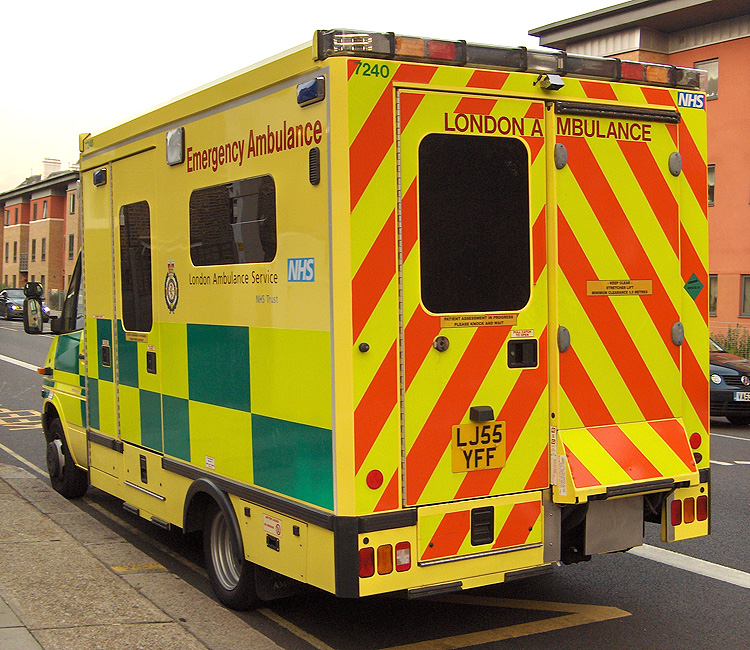
Ambulance (fourgon)
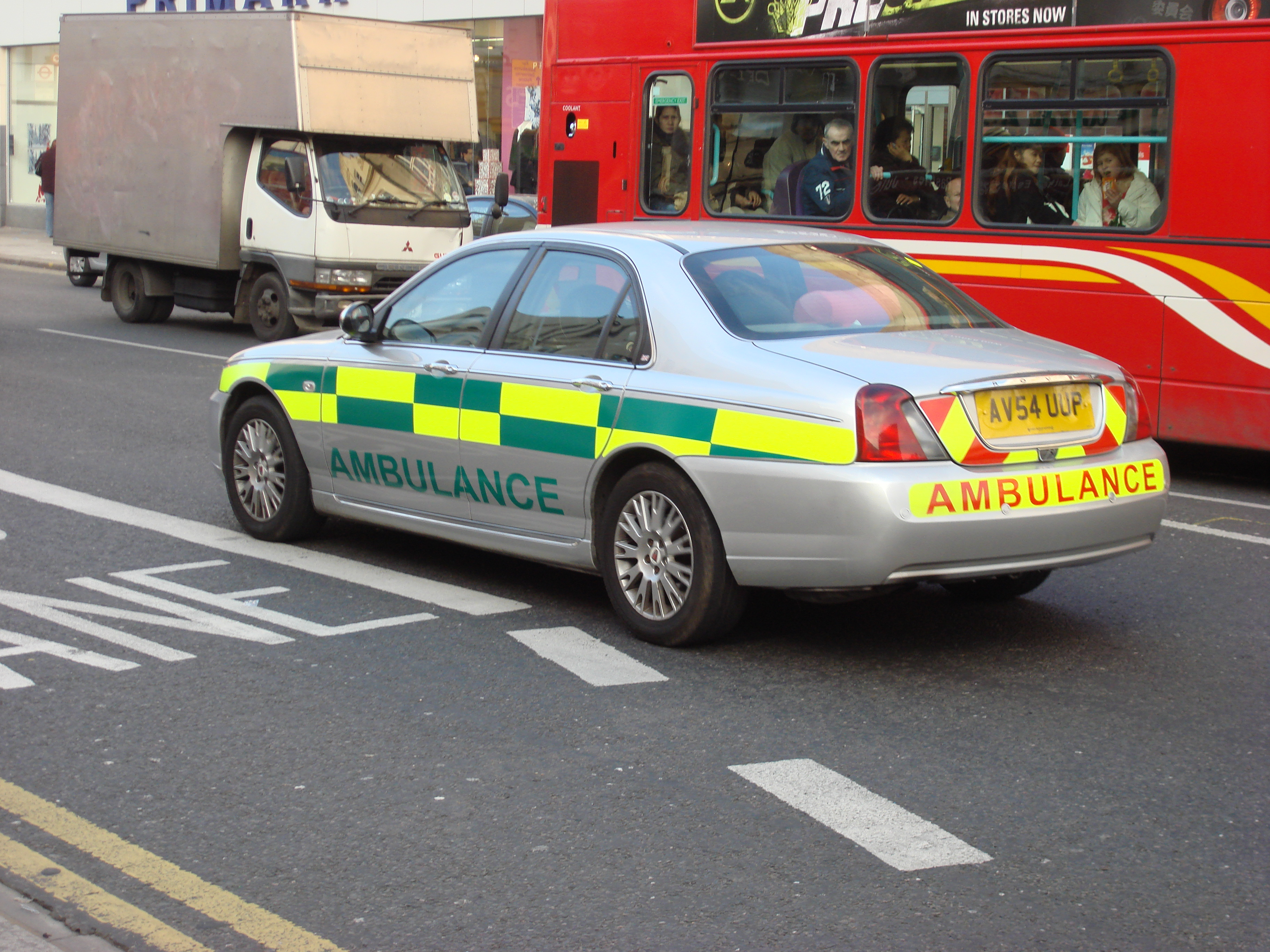
Ambulance (voiture)
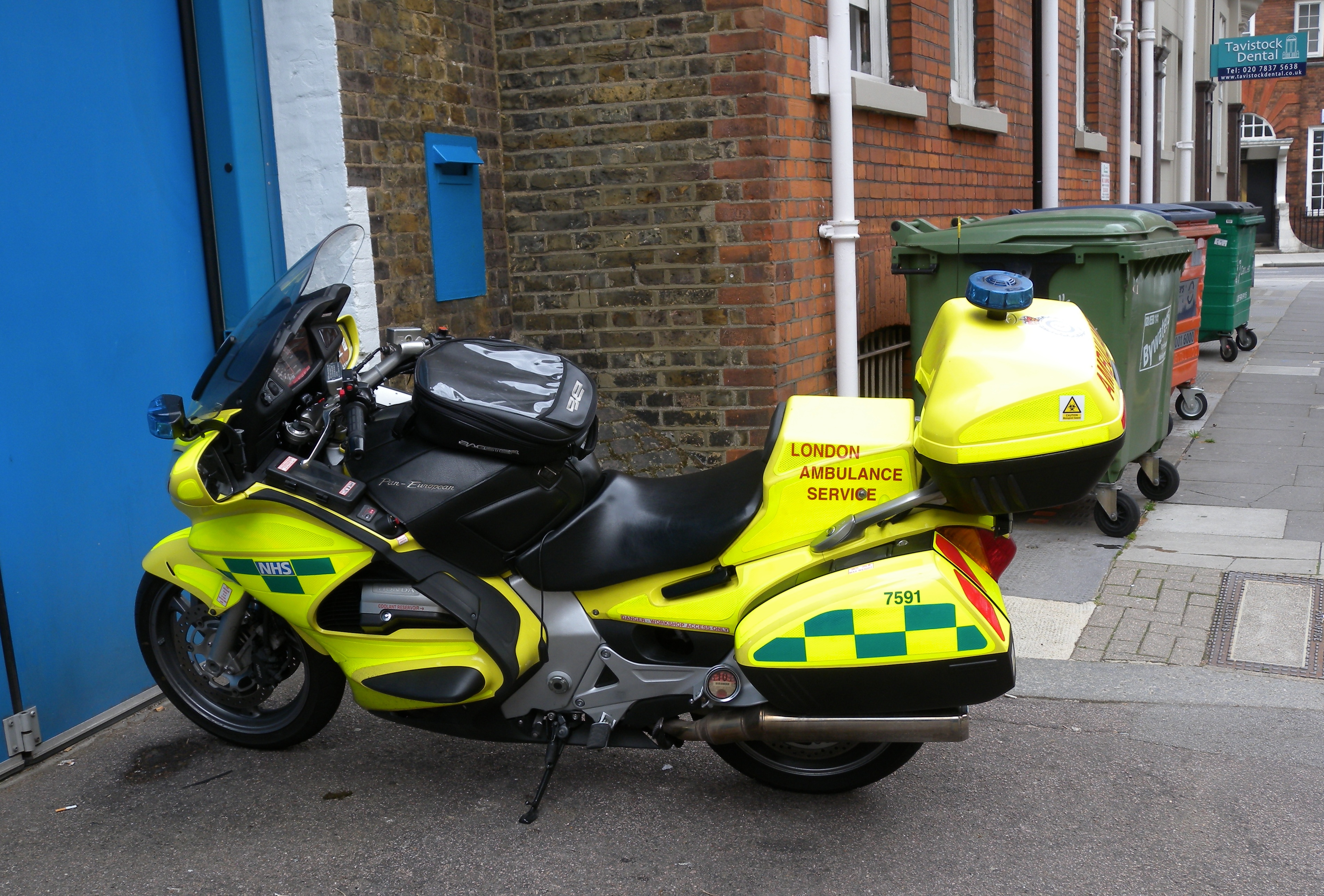
Moto d'intervention du service d'ambulance
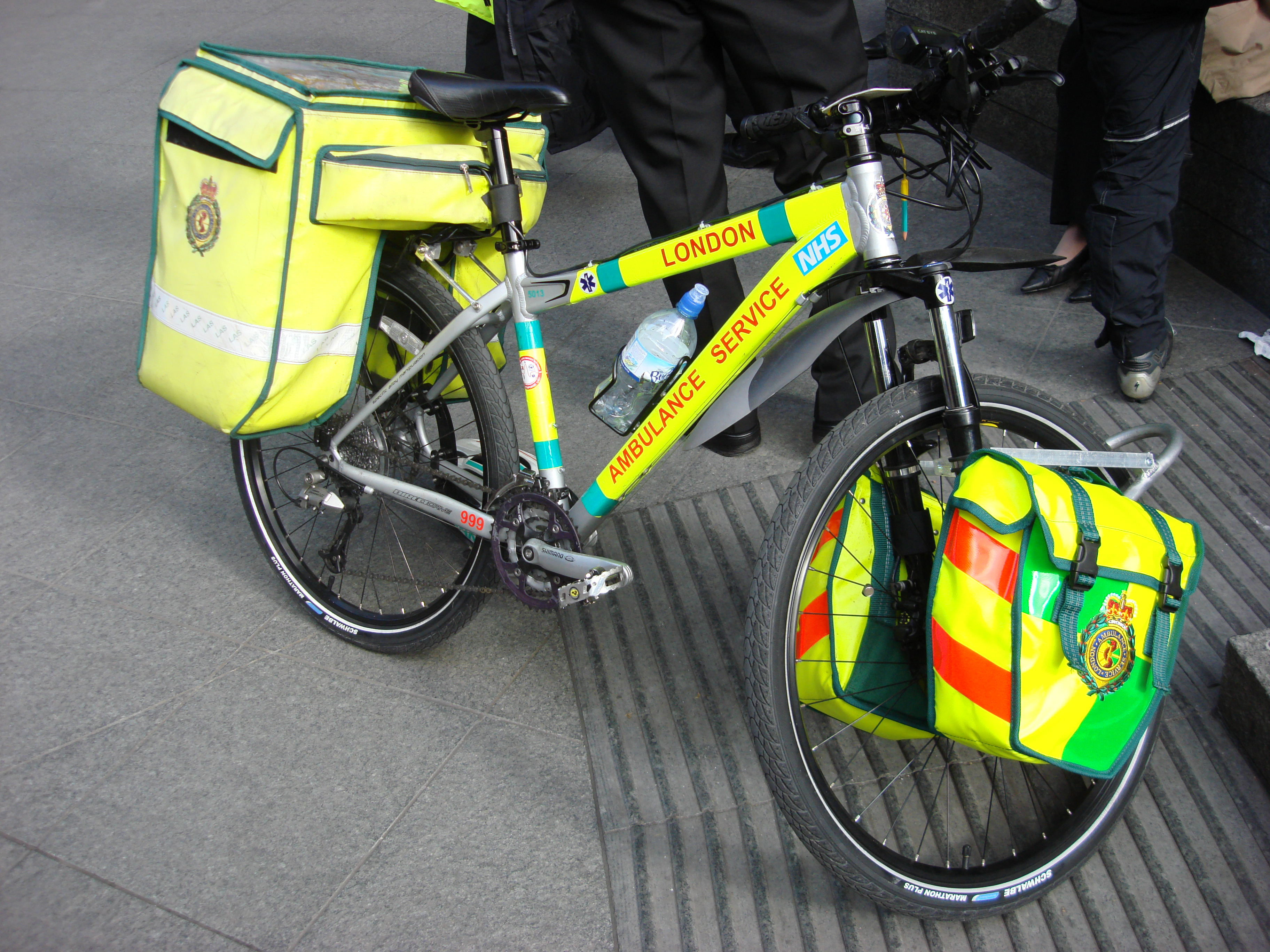
Vélo d'intervention du service d'ambulance (cycle responder)